# Skate Canada 1981
Navigation
Édition précédente Édition suivante
Le Skate Canada (ou Internationaux Patinage Canada) est une compétition internationale de patinage artistique qui se déroule au Canada au cours de l'automne. Il accueille des patineurs amateurs de niveau senior dans trois catégories: simple messieurs, simple dames et danse sur glace. La catégorie des couples artistiques n'est ajoutée au programme du Skate Canada qu'à partir de 1984.
Le huitième Skate Canada est organisé à l'automne 1981 à Ottawa dans la province de l'Ontario.

## Résultats

### Messieurs
| Rang    | Nom                 | Pays                 | Points | Fig. impo. | Prog. court | Prog. libre |
| ------- | ------------------- | -------------------- | ------ | ---------- | ----------- | ----------- |
| 1       | Norbert Schramm     | Allemagne de l'Ouest | 3.4    | 1          | 2           | 2           |
| 2       | Brian Orser         | Canada               | 3.8    | 4          | 1           | 1           |
| 3       | Jozef Sabovčík      | Tchécoslovaquie      | 5.4    | 2          | 3           | 3           |
| 4       | Grzegorz Filipowski | Pologne              | 7.4    | 3          | 4           | 4           |
| 5       | Mark Cockerell      | États-Unis           | 10.6   | 6          | 5           | 5           |
| 6       | Vitali Egorov       | Union soviétique     | 11.4   | 5          | 6           | 6           |
| 7       | Kevin Parker        | Canada               | 14.8   | 7          | 9           | 7           |
| 8       | Christopher Howarth | Royaume-Uni          | 16.6   | 9          | 8           | 8           |
| Abandon | Gordon Forbes       | Canada               |        | 8          | 7           |             |

### Dames
| Rang | Nom                       | Pays                 | Points | Fig. impo. | Prog. court | Prog. libre |
| ---- | ------------------------- | -------------------- | ------ | ---------- | ----------- | ----------- |
| 1    | Tracey Wainman            | Canada               | 6.0    | 3          | 3           | 3           |
| 2    | Rosalynn Sumners          | États-Unis           | 6.6    | 8          | 2           | 1           |
| 3    | Kira Ivanova              | Union soviétique     | 7.0    | 5          | 5           | 2           |
| 4    | Claudia Kristofics-Binder | Autriche             | 7.6    | 2          | 6           | 4           |
| 5    | Priscilla Hill            | États-Unis           | 8.2    | 1          | 4           | 6           |
| 6    | Elizabeth Manley          | Canada               | 9.0    | 6          | 1           | 5           |
| 7    | Karen Wood                | Royaume-Uni          | 15.2   | 9          | 7           | 7           |
| 8    | Reiko Kobayashi           | Japon                | 17.0   | 4          | 9           | 11          |
| 9    | Catarina Lindgren         | Suède                | 17.2   | 10         | 8           | 8           |
| 10   | Anne-Sophie de Kristoffy  | France               | 18.2   | 7          | 10          | 10          |
| 11   | Claudia Leistner          | Allemagne de l'Ouest | 21.0   | 12         | 12          | 9           |
| 12   | Paivi Nieminen            | Finlande             | 23.0   | 11         | 11          | 12          |

### Danse sur glace
| Rang | Nom                                      | Pays                 | Points | Danses imposées | Danse libre |
| ---- | ---------------------------------------- | -------------------- | ------ | --------------- | ----------- |
| 1    | Carol Fox / Richard Dalley               | États-Unis           | 3.0    | 2               | 1           |
| 2    | Karen Barber / Nicky Slater              | Royaume-Uni          | 3.0    | 1               | 2           |
| 3    | Natalia Karamysheva / Rostislav Sinitsyn | Union soviétique     | 6.0    | 3               | 3           |
| 4    | Nancy Berghoff / Jim Bowser              | États-Unis           | 8.0    | 4               | 4           |
| 5    | Wendy Sessions / Stephen Williams        | Royaume-Uni          | 10.0   | 5               | 5           |
| 6    | Kelly Johnson / Kris Barber              | Canada               | 12.0   | 6               | 6           |
| 7    | Petra Born / Rainer Schoenborn           | Allemagne de l'Ouest | 15.0   | 8               | 7           |
| 8    | Jindra Hola / Karol Foltan               | Tchécoslovaquie      | 15.0   | 7               | 8           |
| 9    | Tracey Michael / Kerry Spong             | Canada               | 18.0   | 9               | 9           |

## Source
- Podiums et résultats des patineurs canadiens sur le site de Patinage Canada
- (en) « SKATE CANADA '81 », sur usfsa.xmlmanager.qg.com